# Morrisville (Missouri)
Morrisville és una població dels Estats Units a l'estat de Missouri. Segons el cens del 2000 tenia 344 habitants.

## Demografia
Segons el cens del 2000, Morrisville tenia 344 habitants, 130 habitatges, i 89 famílies. La densitat de població era de 428,4 habitants per km².
Dels 130 habitatges en un 36,9% hi vivien nens de menys de 18 anys, en un 53,1% hi vivien parelles casades, en un 12,3% dones solteres, i en un 30,8% no eren unitats familiars. En el 27,7% dels habitatges hi vivien persones soles el 16,9% de les quals corresponia a persones de 65 anys o més que vivien soles. El nombre mitjà de persones vivint en cada habitatge era de 2,65 i el nombre mitjà de persones que vivien en cada família era de 3,22.
Per edats la població es repartia de la següent manera: un 29,9% tenia menys de 18 anys, un 8,1% entre 18 i 24, un 29,4% entre 25 i 44, un 17,2% de 45 a 60 i un 15,4% 65 anys o més.
L'edat mediana era de 36 anys. Per cada 100 dones de 18 o més anys hi havia 89,8 homes.
La renda mediana per habitatge era de 23.906 $ i la renda mediana per família de 30.357 $. Els homes tenien una renda mediana de 22.813 $ mentre que les dones 20.556 $. La renda per capita de la població era d'11.440 $. Entorn del 16,3% de les famílies i el 27,9% de la població estaven per davall del llindar de pobresa.

## Poblacions més properes
El següent diagrama mostra les poblacions més properes.